# Tenerognathia visus
Tenerognathia visus là một loài chân đều trong họ Gnathiidae. Loài này được Tanaka miêu tả khoa học năm 2005.